# Шигер, Жауад
Жауа́д Шиге́р (фр. Jaoid Chiguer; 11 августа 1985, Труа — 25 января 2021) — французский боксёр, представитель полусредней весовой категории. Выступал за сборную Франции по боксу во второй половине 2000-х годов, бронзовый призёр чемпионата Европы, участник летних Олимпийских игр в Пекине. В период 2012—2014 годов боксировал также на профессиональном уровне.

## Биография
Жауад Шигер родился 11 августа 1985 года в коммуне Труа департамента Об, Франция. Проходил подготовку в спортивном клубе коммуны Нузонвиль.

### Любительская карьера
Впервые заявил о себе в 2005 году, выиграв серебряную медаль на чемпионате Франции — в финальном решающем поединке полусреднего веса уступил многократному чемпиону Ксавье Ноэлю. Попав в состав французской национальной сборной, начал регулярно принимать участие в крупных международных турнирах, в частности получил серебряную награду на Кубке Копенгагена в Дании.
В 2006 году вновь стал серебряным призёром французского национального первенства, на сей раз проиграл в финале Алексису Вастину. Побывал на чемпионате Европы в Пловдиве — был остановлен здесь уже на предварительном этапе.
На европейском первенстве 2008 года в Ливерпуле завоевал бронзовую медаль, проиграв в полуфинале полусредней весовой категории представителю Германии Джеку Кулкаю. На первой европейской олимпийской квалификации в Пескаре проиграл в 1/8 финала украинцу Александру Стрецкому, но на второй квалификации в Афинах одолел всех своих соперников по турнирной сетке, в том числе взял верх над россиянином Андреем Балановым, и занял первое место — благодаря этой победе удостоился права защищать честь страны на летних Олимпийских играх в Пекине. В стартовом поединке Игр в категории до 69 кг благополучно прошёл представителя Туркмении Алиаскера Баширова, тогда как во втором бою со счётом 3:8 уступил узбеку Дильшоду Махмудову.
После пекинской Олимпиады Шигер ещё в течение некоторого времени оставался в главной боксёрской команде Франции и продолжал принимать участие в крупнейших международных турнирах. Так, в 2009 году он стал серебряным призёром французского национального первенства, выступил на чемпионате Европейского Союза в Оденсе и на чемпионате мира в Милане, где в 1/16 финала был побеждён россиянином Андреем Замковым.

### Профессиональная карьера
В период 2012—2014 годов Шигер провёл семь боёв на профессиональном уровне — у всех соперников выиграл, однако продолжать карьеру профессионального боксёра не стал.